# 趙昱 (清朝)
趙昱（?—?），原名殿昂，字功千，號谷林，清代浙江杭州府仁和縣人，本諸生，乾隆元年（1736年）薦試博學鴻詞科，未中，李紱邀其同修《周禮》、《儀禮》、《禮記》，以養親辭歸，歸鄉築屋、收書自娛。與全祖望、汪憲、吳焯、杭世駿、沈嘉轍等文人友善，鄉人甚加稱美。著有《愛日堂集》、《秀硯齋吟稿》等。